# کاته گره
کاته گره (به انگلیسی: Kathgarh) یک شهرک در پاکستان است که در ناحیه دیره اسماعیل خان واقع شده‌است.